# غارهای عنکبوتی
غارهای عنکبوتی (انگلیسی: Cuevas de la Araña) مجموعه‌ای از غارها است که در بیکرپ بخش خودمختار والنسیا، و در شرق کشور اسپانیا قرار دارند. این غارها در دره «رودخانهٔ اسکالونا» قرار دارند و توسط افراد پیشاتاریخ استفاده می‌شده‌اند. غارهای عنکبوتی به ویژه به دلیل تصاویر غارنگاره از شکار نوعی بز با کمک تیر و کمان و همچنین صحنه‌ای که دو جویندهٔ انسان را در حال جستجو و جمع‌آوری عسل از لانهٔ زنبورهای وحشی — بر روی گیاهان بالارونده — نشان می‌دهد، بسیار مشهور هستند. افراد درون این نقاشی، ظرفی (احتمالاً نوعی سبد) را حمل می‌کنند و از نردبان و یا طناب‌هایی برای رسیدن به لانه استفاده کرده‌اند. این تصویر، اولین شمایل شناخته‌شده از زنبورها و قدیمی‌ترین سند برای اثبات شواهد مصرف عسل توسط انسان خردمند است.

"مرد بیکورپ" در حالی که گیاه بالارونده را برای جمع‌آوری عسل از کندوی زنبور عسل نگه‌داشته، غارنگاره ۸۰۰۰ ساله در نزدیکی والنسیا، اسپانیا به تصویر کشیده شده است.

قدمت چنین هنری، زمینه‌ساز مناقشات بسیاری است، اما اعتقاد بر این است که نقاشی معروف جمع‌آوری عسل مربوط به دوران فراپارینه‌سنگی و قدمت آن در حدود ۸۰۰۰ سال تخمین زده می‌شود. این غارها در اوایل قرن بیستم توسط یک معلم محلی به نام جومه گار ای‌پو کشف شد. مجموعه غارهای عنکبوتی، امروزه به عنوان بخشی از هنر سنگ‌نگاری حوزه مدیترانه‌ای ایبری گنجانده شده‌اند. این مجموعه شامل بیش از ۷۰۰ مکان هنر سنگ‌نگاری ماقبل تاریخ حوزه مدیترانه‌ای ایبری است که تحت عنوان «هنر لوانتین» نیز شناخته می‌شوند.